# Mimi Scheiblauer
Marie-Elisabeth 'Mimi' Scheiblauer (Luzern, 7 mei 1891 - Zürich, 6 november 1968) was een Oostenrijks-Zwitserse muziekpedagoge en uitgeefster.

## Biografie

### Afkomst en opleiding
Mimi Scheiblauer was een dochter van Franz Scheiblauer, een Weense ingenieur, en Maria Hiltbrunner. In 1897 verhuisde het gezin van Luzern naar Bazel, waar in 1901 de Zwitserse nationaliteit verwierf. In Bazel genoot ze ook een opleiding tot pianiste. Van 1908 tot 1910 volgde ze les bij Émile Jaques-Dalcroze in Genève. Nadien volgde ze van 1910 tot 1911 een opleiding tot ritmedocente in Hellerau, nabij Dresden.

### Carrière
Van 1912 Scheiblauer 1925 onderwees ze de methode van Dalcroze aan het conservatorium van Zürich. Vanaf 1926 gaf ze het seminatie ritmiek aan dit conservatorium, waarbij Herta Bamert een van haar studentes was. Van 1930 tot 1944 was ze ook medewerkster van de Opera van Zürich. In 1942 richtte ze de uitgeverij Sämann op en tot 1968 was ze redactrice van het tijdschrift Lobpreisung der Musik - Blätter für Musikerziehung. Vanaf 1951 onderwees ze ook in haar tweede thuisland Oostenrijk.